# Cancilla
Cancilla is een geslacht van weekdieren uit de klasse van de Gastropoda (slakken).

## Soorten
- Cancilla abyssicola (Schepman, 1911)
- Cancilla aegra (Reeve, 1845)
- Cancilla apprimapex Poppe, Tagaro & Salisbury, 2009
- Cancilla fluctuosa Herrmann & Salisbury, 2013
- Cancilla herrmanni Dekkers, 2014
- Cancilla isabella (Swainson, 1831)
- Cancilla larranagai (Carcelles, 1947)
- Cancilla meyeriana Salisbury, 1992
- Cancilla planofilum Huang, 2011
- Cancilla rehderi (J.H. Webb, 1958)
- Cancilla rikae (De Suduiraut, 2004)
- Cancilla salisburyi Drivas & Jay, 1990
- Cancilla scrobiculata (Brocchi, 1814)